# Ушаков, Степан Лаврентьевич
Степан Лаврентьевич Ушаков (1909—1965) — младший лейтенант Советской Армии, участник Великой Отечественной войны, Герой Советского Союза (1944).

## Биография
Степан Ушаков родился 6 декабря 1909 года в селе Задушное (ныне — Новосильский район Орловской области). После окончания пяти классов школы работал в сельском хозяйстве. В 1930—1933 годах проходил службу в Рабоче-крестьянской Красной Армии. Демобилизовавшись, проживал и работал в посёлке Некрасовский Дмитровского района Московской области. В июле 1941 года Ушаков был призван на службу в Рабоче-крестьянскую Красную Армию. С октября того же года — на фронтах Великой Отечественной войны. В боях три раза был ранен.
К ноябрю 1943 года старший сержант Степан Ушаков командовал взводом пешей разведки 1210-го стрелкового полка 362-й стрелковой дивизии 3-й армии Белорусского фронта. Отличился во время освобождения Гомельской области Белорусской ССР. 8 ноября 1943 года Ушаков первым ворвался в немецкий дзот к югу от деревни Салабута Кормянского района и уничтожил пулемётный расчёт. Во время прорыва немецкой обороны он взял в плен 5 солдат противника. Снайперским огнём он лично уничтожил более 400 солдат и офицеров противника, захватил 13 «языков».
Указом Президиума Верховного Совета СССР от 3 июня 1944 года за «образцовое выполнение боевых заданий командования на фронте борьбы с немецкими захватчиками и проявленные при этом мужество и героизм» старший сержант Степан Ушаков был удостоен высокого звания Героя Советского Союза с вручением ордена Ленина и медали «Золотая Звезда» за номером 3965.
В 1945 году Ушаков окончил курсы младших лейтенантов. В 1947 году он был уволен в запас. Проживал и работал сначала в Некрасовском, затем в Долгопрудном. Скончался 28 октября 1965 года, похоронен в Некрасовском.
Был также награждён орденом Отечественной войны 1-й степени, двумя орденами Красной Звезды, рядом медалей.